# Maria Sułowska-Dmochowska

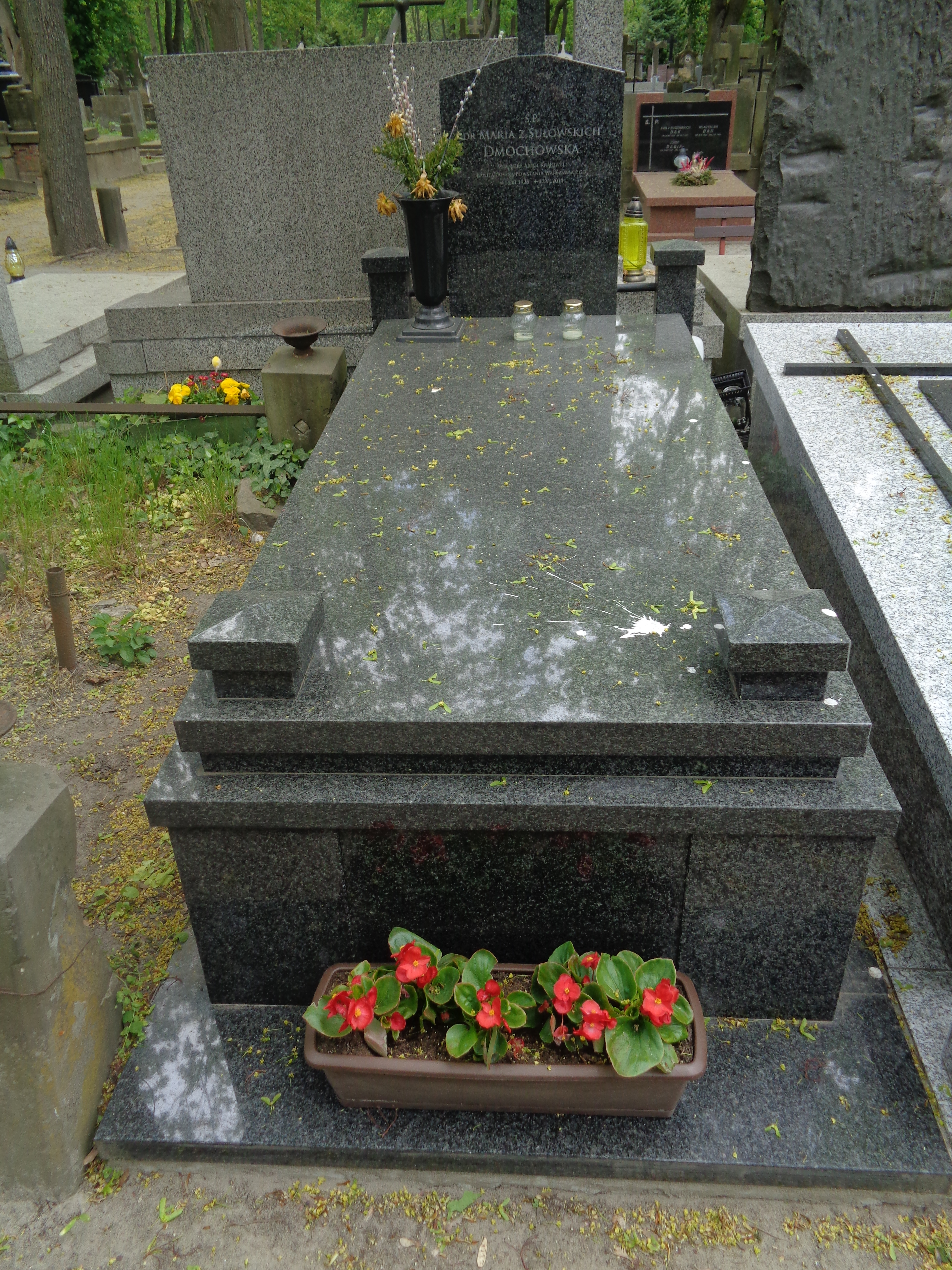
Grób Marii Sułowskiej-Dmochowskiej na cmentarzu Powązkowskim w Warszawie

Maria Sułowska-Dmochowska (ur. 14 listopada 1926 w Głoskowie, zm. 11 czerwca 2010) – polska pedagog, żołnierz AK. Podczas powstania warszawskiego była sanitariuszką w batalionie szturmowym „Odwet II”. Po zakończeniu walk została wywieziona do Berlina na roboty przymusowe. W 1945 wróciła do Warszawy. Ukończyła studia pedagogiczne i obroniła doktorat. Na Uniwersytecie Warszawskim pracowała jako adiunkt. W okresie „Solidarności” zaangażowała się w działalność Komitetu Prymasowskiego. Spoczywa na cmentarzu Powązkowskim w Warszawie (kw. 89-2-4).

## Publikacje
Wykaz publikacji według Katalogu NUKAT:
- II Batalion Szturmowy "Odwet" Armii Krajowej: wspomnienia żołnierzy. Maria Sułowska-Dmochowska. Warszawa: staraniem Środowiska Żołnierzy II Batalionu Szturmowego "Odwet" Armii Krajowej, cop. 1993.
- II Batalion Szturmowy "Odwet" Armii Krajowej: suplement. Oprac. Maria Sułowska-Dmochowska. Warszawa: Środowisko II Batalionu Szturmowego "Odwet" ŚZŻAK, 2008.
- Zanim dziecko zacznie pisać. Maria Dmochowska. Wyd. I: Państwowe Zakłady Wydawnictw Szkolnych, Warszawa, 1973. Wyd. II. Wydawnictwa Szkolne i Pedagogiczne, Warszawa, 1976. Wyd. III: Wydawnictwa Szkolne i Pedagogiczne, Warszawa, 1979. Wyd. IV. Wydawnictwa Szkolne i Pedagogiczne, Warszawa, 1991.
- Wychowanie w rodzinie i w przedszkolu (Maria Dmochowska, Maria Dunin-Wąsowicz), Warszawa: Wydawnictwa Szkolne i Pedagogiczne, 1978.
- Przyroda w pracy przedszkola: odczyty pedagogiczne (pod red. Marii Dmochowskiej), Instytut Pedagogiki, Warszawa: Państwowe Zakłady Wydawnictw Szkolnych, 1963.
- Przyroda w wychowaniu przedszkolnym. Maria Dmochowska. Instytut Pedagogiki, Warszawa: Państwowe Zakłady Wydawnictw Szkolnych, 1968.